# Féliks Dzerjinski
Féliks Edmúndovitx Dzerjinski - Фе́ликс Эдму́ндович Дзержи́нский (rus); Feliks Edmundowicz Dzierżyński (polonès) - (1887–1926) va ser un revolucionari comunista, famós per ser el fundador de la policia secreta bolxevic, la Txekà, després coneguda amb diversos noms. L'agència esdevindria notòria pels abusos als drets humans que cometria a gran escala, incloent tortures i execucions sumàries massives, realitzades especialment durant el Terror Roig i la Guerra Civil Russa.

## Líder democratico-social a Polònia
Féliks Dzerjinski va néixer el 1887 en una família szlachta (noble) polonesa a la finca familiar de Dziarjinava, prop d'Iviarets, a la Belarús occidental, llavors part de l'Imperi Rus. Com a ironia de la història, un dels estudiants més grans de la seva escola seria el seu futur gran enemic Józef Piłsudski. Anys després, com mariscal a la Polònia d'entreguerres, recordaria generosament que Dzerjinski “es distingia com un estudiant dedicat i modest. Era alt i prim, fent la impressió que es tractava d'un asceta amb la faç d'una icona.”
Abans de graduar-se, Dzerjinski va ser expulsat de l'escola per “activitat revolucionària”. Es va unir el 1895 al grup marxista de la Unió de Treballadors (SDKP), i va ser subseqüentment un dels fundadors de la Socialdemocràcia del Regne de Polònia i Lituània (SDKPiL) el 1899. Va passar bona part de la seva joventut en diverses presons. El 1897, com a cap d'una vaga de sabaters, Dzerjinski va ser detingut per “agitació criminal entre els treballadors” de Kovno. Els informes policials d’aquesta època constataren que “Féliks Dzerjinski, considerant les seves opinions, conviccions i caràcter personal, serà molt perillós en el futur, sent capaç de qualsevol crim”.
A causa de les seves activitats revolucionàries va ser detingut el 1897 i el 1900, i enviat a Sibèria, però escapà totes dues vegades. Llavors viatjà a Berlín, on es trobà amb Rosa Luxemburg i amb Leo Jogiches, dos líders preeminents del moviment socialdemòcrata polonès. Aconseguí controlar l'organització del partit mitjançant la creació d'un comitè anomenat Komitet Zagraniczny - KZ, que s'encarregava de les relacions exteriors del partit. Com a secretari del KZ, Dzerjinski va poder dominar tot el SDKPiL.
Dzerjinski va anar a Suïssa, on la seva promesa, Júlia Goldman, estava sotmesa a tractament per tuberculosi. Ella va morir als seus braços el 4 de juny de 1904. La seva malaltia i mort el van colpejar, i a les cartes a la seva germana, Dzerjinski explicava que no veia cap més significat a la seva vida. Això canvià amb la Revolució russa de 1905, quan Dzerjinski tornà a quedar consumit pel treball. Després que la revolució fracassés, tornà a ser empresonat, en aquesta ocasió per l'Okhrana. Posteriorment escaparia i va passar molt de temps amagat, mentre que juntament amb Jogitxes reorganitzaven el partit. En molts aspectes el SDKPiL començà a apropar-se filosòficament a la facció bolxevic del Partit Obrer Socialdemòcrata Rus.
De tornada a Cracòvia el 1910, Dzerjinski es casà amb la membre del partit Zofia Muszkat, la qual ja es trobava embarassada. Un mes després Zofia va ser detinguda i donà a llum el seu fill Janek a la presó de Pawiak. El 1911, Zofia Dzierżyńska va ser sentenciada a l'exili perpetu a Sibèria, i deixà el nen amb el seu pare al marxar. Dzerjinski va veure al seu fill per primera vegada el març de 1912 a Varsòvia. Atenent al benestar del seu fill, Dzerjinski s'exposà repetidament al perill de la detenció. En una ocasió, Dzerjinski amb prou feines es va escapar d’una emboscada que la policia havia preparat al pis del seu sogre.
Dzerjinski va restar a Polònia per encapçalar el Partit Social-Democràtic, mentre que considerava que la seva llibertat continuada només era “un joc de l'Okhrana@. L'Okhrana, però, no jugava cap joc: Dzerjinski simplement era un mestre de les tècniques conspiratòries i era molt difícil d'atrapar. Els registres de la policia d'aquella època expliquen que: "Dzerjinski continua encapçalant el partit Socialdemocràtic i al mateix temps dirigí el treball del partit aquí [a Varsòvia], encapçala vagues, publica crides als treballadors... i ha viatjat per assumptes del partit a Łódź i a Cracòvia." La policia no va poder detenir Dzerjinski fins al final de 1912, quan van trobar l'apartament on vivia sota el nom de Władysław Ptasiński.

## Convertint-se en bolxevic
Dzerjinski passà els quatre anys i mig següents a les presons tsaristes, en primer lloc al notori Desè Pavelló de la Ciutadella de Varsòvia. Quan el 1914 esclatà la I Guerra Mundial, tots els presoners polítics van ser enviats de Polònia a Rússia. Dzerjinski va ser enviat a Oriol inicialment. Estava profundament preocupat pel destí de la seva dona i el seu fill, dels que no en sabia res. A més, Dzerjinski era agredit sovint pels guardians russos, que li malmetrien la mandíbula i la boca per sempre. El 1916 Dzerjinski va ser traslladat a la presó de Butirki de Moscou, on ben aviat va ser hospitalitzat perquè les cadenes que li feien portar li havien causat serioses ferides a les cames. Malgrat el perill d'amputació, va recuperar-se i va ser posat a cosir uniformes militars.
Féliks Dzerjinski va ser alliberat de Butirki després de la Revolució de febrer de 1917. Des del seu alliberament, l'impuls immediat de Dzerjinski va ser organitzar els refugiats polonesos a Rússia i tornar a Polònia per lluitar per la Revolució allà. Tot i això, es quedà a Moscou, on s'uní al Partit Bolxevic, escrivint als seus seguidors polonesos que “l'organització del Partit Bolxevic és una única organització socialdemòcrata del proletariat, i si ens quedem fora, ens trobarem fora de la lluita de la revolució proletària”.
L'abril ingressà al Comitè Central Bolxevic a Moscou i poc després va ser elegit per al Comitè Executiu del Soviet de Moscou. Dzerjinski donà suport a les Tesis d'abril de Lenin: oposició sense compromís al Govern Provisional, el traspàs de tota l'autoritat política als soviets i la retirada immediata de Rússia de la guerra.
A continuació, Dzerjinski ascendí fins al cim dels rangs bolxevics, sent elegit per al Comitè Central Bolxevic en el VI Congrés del Partit celebrat al juliol. Llavors es desplaçà de Moscou a Petrograd per assumir les seves responsabilitats. A Petrograd, participà en la sessió crucial del Comitè Central a l'octubre i mostrà decidit el seu suport a les exigències de Lenin per a la preparació immediata per a un alçament armat, després del qual Dzerjinski tingué un paper clau en el Comitè Revolucionari Militar durant la Revolució d'octubre. Dzerjinski assumí responsabilitats en la seguretat de l'Institut Smolny, on els bolxevics tenien el seu quarter general.

## Cap de la Txekà
Vladímir Lenin veié a Dzerjinski com un heroi revolucionari, nomenant-lo per organitzar un cos per combatre les amenaces polítiques internes. El 20 de desembre de 1917, el Consell de Comissaris del Poble establí oficialment la Comissió Extraordinària de Totes les Rússies per combatre la Contra-revolució i el Sabotatge, normalment anomenat la Txekà (basat en l'acrònim crus ВЧК). Dzerjinski va ser el seu cap. La Txekà rebé molts recursos i va ser coneguda per la seva persecució dels contra-revolucionaris. A mesura que la Guerra Civil Russa s'expandia, Dzerjinski també començà a organitzar les tropes de seguretat interna per enfortir l'autoritat de la Txekà.
A mesura que avançava la Guerra Civil Russa, la Txekà va prendre mesures dràstiques. Desenes de milers d'oponents polítics van ser afusellats sense judici als soterranis de les presons i als llocs públics de tota Rússia, i no van ser només els oponents. Entre els perseguits també hi havia intel·lectuals, capitalistes o clergues, només pel fet de ser-ho. El mateix Dzerjinski afirmà que “representem en nosaltres mateixos el terror organitzat – això cal dir-ho ben clarament”, i a "El Terror Roig" afirma que el terror, les detencions i l'extermini dels enemics de la revolució en la base de la seva afiliació de classe o en els seus papers prerevolucionaris.
Quan la Guerra Civil acabà el 1922, la Txekà passà a ser la GPU (Directori Polític de l'Estat), una secció de l'NKVD, però malgrat això el poder de Dzerjinski no es ressentí: entre 1921 i 1924 va ser Ministre de l'Interior, cap de la Txekà/GPU/OGPU, Ministre de Comunicacions i cap de la Vesenkha (Consell Suprem de l'Economia Nacional).
Al seu despatx a la Lubianka, Dzerjinski tenia un retrat de Rosa Luxemburg a la paret.

## Dzerjinski i Lenin
Féliks Dzerjinski esdevingué bolxevic el 1917. Al contrari del que sovint es diu, especialment entre els historiadors oficials soviètics, que Dzerjinski havia estat un dels camarades més antics de Lenin i en qui més podia confiar, la veritat és que Lenin i Dzerjinski van manifestar opinions oposades en diversos aspectes ideològics importants, així com en diversos objectius polítics durant el període prerevolucionari, i també després de la Revolució d'Octubre. Després de 1917, Dzerjinski s'oposaria a Lenin en aspectes tan crucials com la pau amb Alemanya, els sindicats i la política soviètica de les nacionalitats.
Dzerjinski no arribaria al cim de l'estructura de poder soviètica per dir sempre «sí». El que el va fer pujar va ser la seva dedicació absoluta vers la revolució. Subseqüentment, van ser les seves capacitats d'organització i la voluntat d’assumir qualsevol tasca difícil el que li concediren un lloc entre els líders bolxevics. El seu lloc al SDKiL havia estat el d'organitzador rural i líder polític d'un partit conspiratori, mentre que a la Unió Soviètica va ser, i en especial després de 1921, un administrador de l'estat.
Entre 1917 i fins a la seva mort el 1926, Dzerjinski va ser abans que res un comunista rus, i la seva involucració en els afers del Partit Comunista Polonès, que havia fundat el 1918, va ser mínima. L'energia i dedicació que havien comportat l'edificació del SDKPiL ara es dirigiria cap a les prioritats de la lluita del poder del proletariat a Rússia, a la defensa de la Revolució durant la guerra civil i, eventualment, a les tasques de la construcció socialista.

## Mort
Dzerjinski va morir a causa d'un atac de cor el 20 de juliol de 1926 a Moscou, immediatament després d'un discurs de dues hores que pronuncià al Comitè Central Bolxevic, durant el qual, tot i estar visiblement malalt, denuncià violentament l'Oposició Unificada encapçalada per Lev Trotski, Grigori Zinóviev i Lev Kàmenev. Després de saber de la seva mort, Stalin l'elogià com a “un cavaller devot del proletariat”.

## Llegat
El seu nom i imatge van ser àmpliament emprats pel KGB i per la Unió Soviètica i els seus estats satèl·lits; batejant-se 6 ciutats en honor d'ell; la ciutat de Kojdanava passà a anomenar-se Dziarjynsk; també hi una ciutat anomenada Dzerjinsk i 3 ciutats anomenades Dzerjinskiy a Rússia i dues anomenades Dzerjinsk a Ucraïna. A Stalingrad havia la Fàbrica de Tractors Dzerjinskiy, on van haver durs combats durant la Segona Guerra Mundial. A Belarús hi ha un museu dedicat a ell a la seva ciutat natal; i molts carrers i places van rebre el seu nom a la República Popular de Polònia. Després de la caiguda del règim comunista, tots aquests noms de carrers i les seves estàtues van ser retirats a causa de la seva impopularitat entre els polonesos, malgrat que ell ho era.

## Felix de Ferro
Fèlix de Ferro és un monument de 15 tones de ferro, que dominà la plaça Lubianka de Moscou, prop del quarter general del KGB. Va ser obra de l'escultor Ievgeni Vutxetitx, i era un punt de referència a Moscou durant l'època soviètica. Simbòlicament, al seu costat s'erigí el Memorial a les Víctimes del Gulag (una simple pedra de Solovki), i posteriorment es retirà a l'agost de 1991. La destrucció popular de l'estàtua simbolitzà el final de la repressió.